# منبر (مرقاة)

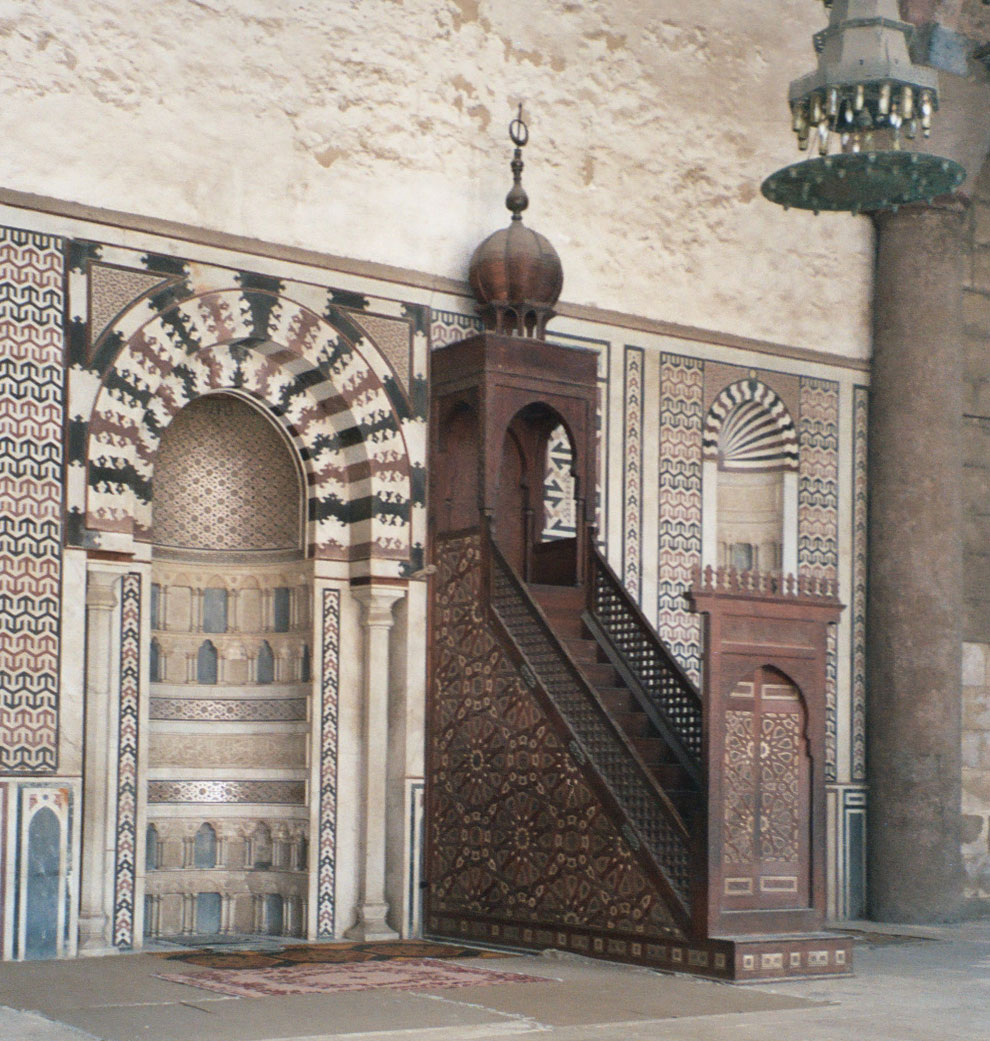
منبر ومحراب مسجد محمد بن قلاوون داخل قلعة صلاح الدين بالقاهرة

المِنْبَرُ هو مكان مرتفع في المسجد يقف به الإمام لإلقاء خطبة الجمعة، والمنبر في اللغة العربية هو: مرقاة متنقلة ذات درجات (القاموس المحيط) وله تعاريف أخرى في المراجع اللغوية تتفق وهذا المعنى.

## لمحة تاريخية
كان النبي محمد يخطب في المسلمين بمسجده الشريف وهو واقف عند أحد الجذوع التي تحمل السقف ومتكئ على عصا من خشب «الدوم» ولاحظ المسلمون أن هذا الموقف يشق على الرسول ويتعبه فاقترحوا عليه أن يتخذ شيئاً يجلس عليه ويستريح• فوافقهم على ذلك، وصنعه له رجل يدعى (كلاب) كان في خدمة عمه العباس بن عبدالمطلب منبراً من خشب الأثل.
يتألف من ثلاث درجات: الأولى والثانية منها لصعوده، والثالث لجلوسه، وارتفاعه ذراعان وثلاث أصابع وعرضه ذراع واحد، وكان ذلك في السنة السابعة للهجرة.

## منبر السلطان نور الدين
كان السلطان نور الدين محمود قد بنى منبراً للمسجد الأقصى، لكن المنية وافته قبل أن يحضره إلى المسجد، فلما انتصر صلاح الدين الأيوبي وعادت القدس للدولة الإسلامية، أحضر صلاح الدين هذا المنبر من حلب ووضعه في مكانه إلى جدار المحراب، وعلى هذا المنبر نص تأسيسي باسم المنشئ نور الدين محمود، وقد أحرق هذا المنبر عام1388/ 1969م. أما في العصرين المملوكي والعثماني فقد توالت أعمال الإصلاح والتجديدات على المسجد الأقصى ولكنهم لم يغيروا من معالمه.

## المنبر عند الشيعة
للمنبر قدسية لدى الشيعة حيث يرتقيه الخطباء خلال محاظراتهم في الحسينيات لتوجيه المواعظ والخطب إلى المتواجدين وقراءة المرائي على الحسين بن علي خلال شهر محرم ويوم عاشوراء وهو يوم معركة كربلاء

## طالع أيضًا
- مقرأ